# Olios rubripes
Olios rubripes là một loài nhện trong họ Sparassidae.
Loài này thuộc chi Olios. Olios rubripes được Władysław Taczanowski miêu tả năm 1872.